# Villa Bianca
La villa Bianca, anche detta Casa Bianca, è un edificio residenziale di Napoli ubicato tra via Francesco Petrarca e via Posillipo, progettato da Massimo Pica Ciamarra
L'edificio, costruito fra il 1967 ed il 1970, ruota attorno ad una piazzetta-corte e, grazie al progetto organico di Pica Ciamarra, ingloba un ambiente voltato di precedente edificazione ed un antico casale. Sulle coperture sorge un tetto-giardino. Su uno dei terrazzi, invece, è eretta una scultura in acciaio di Renato Barisani realizzata nel 1953. L'edificio è circondato da spazi verdi, alcuni comuni ed altri facenti riferimento a singoli appartamenti.
La famiglia Pica Ciamarra possiede l'intero immobile, di cui alcune parti sono utilizzate dall'architetto Pica Ciamarra come studio e laboratorio di progettazione.